# Przhevalskiana
Przhevalskiana is een vliegengeslacht uit de familie van de horzels (Oestridae).

## Soorten
- P. silenus (Brauer, 1859)